# Souvlaki

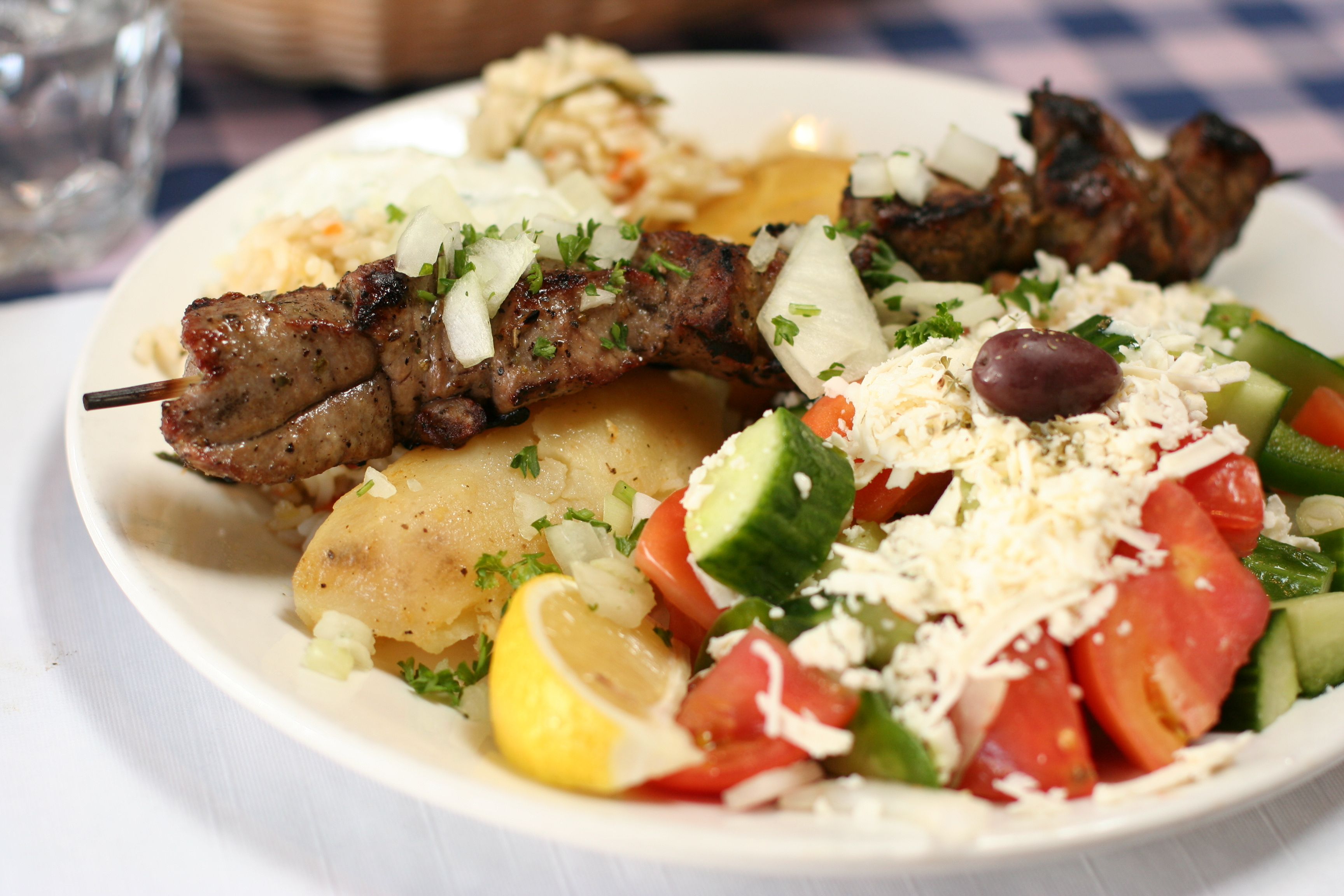
Souvlaki av lammkött.

Souvlaki (grekiska: σουβλάκι) är ett grekiskt grillspett.
Souvlaki är en populär snabbmaträtt i det grekiska köket som består av små bitar av kött och ibland grönsaker som grillas på grillspett. Rätten kan serveras på spettet för att ätas för hand, i pitabröd med sås och garnering eller på en tallrik, då ofta serverat med pommes frites. I rättens hemland, och även på Cypern, används huvudsakligen fläskkött, eller i en moderniserad version, kyckling. Andra köttsorter används i andra länder och serveras till turister, där till exempel svärdfisksouvlaki har blivit populärt.
Ordet "souvlaki" är belagt i svenska språket sedan 1976.